# Maria Walburga Burgstaller
Maria Walburga Burgstaller, verheiratete Maria Walburga Tochtermann (7. April 1770 in Illereichen – nach 1822) war eine deutsche Sängerin und Theaterschauspielerin.

## Leben
Burgstaller, Tochter eines Jägers, wurde in frühester Jugend zur Erziehung zu einem vermögenden Onkel mütterlicherseits nach Augsburg geschickt.
Im Jahre 1785 ging sie zum Theater und war eines derjenigen Mädchen, das durch „niedlichen Gesang und artiges Spiel“ unter der Direktion des Franz Grimmer in der Schweiz, in Württemberg, am Rhein, in Franken etc. auffiel, sich allen Beifall erwarb, und allgemein als beliebt und willkommen galt.
1795 ging sie nach Augsburg zu Joseph Voltolini und 1796 nach Konstanz zu Franz Joseph Rosner, wo sie im selben Jahr den Opernsänger Philipp Jakob Tochtermann heiratete, und mit ihm beim Churfürstlichen Hoftheater zu Mannheim 1798 als zweite Liebhaberin im Schauspiel tätig war, in der Oper aber lediglich dritte Rollen sang.
Sie war dort sehr beliebt, ging aber nach zwei Jahren mit ihrem Mann zum Hoftheater nach München. Dort spielte sie mit sehr vielem Beifalle zärtliche und komische Mütter, junge Frauen, alternde Jungfern etc. An diesem Theater blieb sie bis 1810.
1823 wurde ihre Tochter Albertine Tochtermann, die ebenfalls Opernsängerin wurde, geboren.